# Regan Smith
Statistiques en NASCAR Cup Series
Dernière mise à jour : 2 juillet 2022 
Regan Smith (né le 23 septembre 1989 à Cato, État de New York) est un pilote américain de NASCAR participant à la Sprint Cup. Il pilote la Chevrolet no 78 de l'écurie Furniture Row Racing.